# 花鼓岛
花鼓岛是浙江省三门县境内的一个岛屿，也是该县第二大岛。南北介于海游港与正屿港之间，距大陆最近的点六敖镇巡检司仅600米。该岛原系涛头山、正屿山和连槌山三个小岛，1966年至1969年经人工围垦连成一岛，目前面积约8平方公里。行政上隶属六敖镇，并设正屿村和涛头村。由于不断的滩涂淤积，尤其是三门县滨海新城的规划和建设，花鼓岛的西侧不断西延，未来有完全连接大陆，最终不再成为独立岛屿的趋势。